# Siefredus di Northumbria
Siefredus di Northumbria (in norreno: Sigfrøðr; fl. IX secolo) è stato un re vichingo della Northumbria, riconosciuto da un'iscrizione su una moneta e che deve aver regnato tra l'anno 895 e il 900. Fu il successore di Guthred.

## Riconoscimento
Nel 1840 venne scoperto il tesoro di Cuerdal, composto da oltre 8000 pezzi. Un certo numero di monete d'argento portavano l'iscrizione latina "SIEFREDUS REX".
Alfred Smyth suppone che questo "re Siefredrus" sia da identificare con il Sigfrith che guidò una flotta contro il Wessex nell'893.